# Александрийская белозубка
Александрийская белозубка (Crocidura aleksandrisi) — вид млекопитающих рода Белозубки семейства Землеройковые. Эндемик северо-восточной Ливии (Киренаика). Ночной наземный вид. Включены в «Международную Красную книгу» (англ. IUCN Red List of Threatened Animals) МСОП.